# Cyrillaceae
Famille
Classification APG III (2009)
Les Cyrillaceae sont une famille de plantes à fleurs dicotylédones de l'ordre des Ericales qui comprend une dizaine d'espèces réparties en 2 à 3 genres.
Ce sont de petits arbres ou des arbustes d'Amérique tropicale (à partir du sud-est des États-Unis) dont quelques-uns sont cultivés comme plantes d'ornement pour leurs inflorescences parfumées.

## Étymologie
Le nom vient du genre type Cyrilla, nommé en l'honneur du médecin, botaniste et entomologiste italien Domenico Maria Leone Cirillo (1739–1799), médecin du roi Ferdinand IV de Naples. 

## Liste des genres
Selon NCBI (25 Jun 2010), Angiosperm Phylogeny Website (25 Jun 2010) et ITIS (25 Jun 2010) :
- genre Cliftonia (en) Banks ex Gaertn. f.
- genre Cyrilla (en) Garden ex L.

Selon DELTA Angio (25 Jun 2010) :
- genre Cliftonia
- genre Cyrilla
- genre Purdiaea (en)

## Liste des espèces
Selon NCBI (25 Jun 2010) :
- genre Cliftonia
  - Cliftonia monophylla
- genre Cyrilla
  - Cyrilla racemiflora